# ميناء لويكي كومه
ميناء لويكي كومه من الموانئ الواقعة في منطقة تبوك، شمال غرب شبه الجزيرة العربية، السعودية.

## موقع الميناء
يرجح كيروان بأن موقع لويكي كومه هو قرية عينونة الواقعة في وادي عينونة وعلى مقربة من واحة عينونة الخصبة في السهل الساحلي الشمالي لشبه الجزيرة العربية بالقرب من مدخل خليج العقبة.

## أهمية الميناء
- توفرت فيه المقومات التي جعلتهُ مركزاً تجارياً حيوياً ومحطة رئيسية لتجارة القوافل والسفن التجارية ولتموين تلك القوافل والسفن بالماء والزاد.
- وجود ميناء يُعرف باسم أكرا يقع إلى الجنوب من مدينة الوجه وعند مصب وادي الحمض وعلى مقربة من الساحل الشمالي المطل على البحر الأحمر، ويعد من المرافيء المطلة على البحر الأحمر والقريبة من مدينتي الحجر ودادان إذ تشير المكتشفات الأثرية المتمثلة في الكسر الفخارية النبطية والرومانية وفي الطراز المعماري للمعبد المتعلق بالعمارة النبطية إلى وجود تشابه ملحوظ في العناصر المعمارية مثل الأعمدة والأفاريز والتيجان مع مثيلاتها الموجودة على واجهات المقابر النبطية بالحجر، كما يعرف المرسى الموجود في هذا الميناء بالإسم النبطي كركمه إذ تعني كلمة كومة قرية في الكتابات النبطية.
- أرتبط ميناء لويكي كومه بالبتراء ودادان عبر طريق بري، وإنه الموقع ذاته الذي شيد فيه البطالمة اليونانيون المقدونيون مرفأ لهم يُعرف باسم أمبيلوني الذي كان يُستخدم كمركز تجاري للسلع العربية الجنوبية والهندية التي كانت تورد إلى مصر في عصر البطالمة اليونانيين المقدونيين عبر ميناء هرموس الواقع جنوب غرب البحر الأحمر الذي أقامهُ البطالمة، ومنذ القرن الأول قبل الميلاد أعتمد الأنباط الميناء كسوق تجاري للسفن العربية المحلية، وأما في القرنين الثاني والثالث أستخدمتهُ مملكة الأنباط كمرفئ تجاري تُنقل إليه السلع القادمة من الموانئ العربية على البحر الأحمر في جنوب الجزيرة العربية حيث كانت تُنقل منه البضائع عبر طريق بري إلى البتراء.
- حظيت لويكي كومه بمقومات كمركز وكسوق تجاري رئيس أن جعلها محطة هامة للقوافل التجارية المارة عبرها إلى البتراء، حيث حظي الميناء باهتمام الإمبراطورية الرومانية حيث أن الموقع إستخدمته فرقة من الجيش الروماني الذي كان يُقدر عدد أفراده بحوالي عشرة آلاف مقاتل، وكان يتألف من عدد من الفيالق وقوات أجنبية مساعدة له من الأنباط واليهود بقيادة الروماني في مصر جاليوس في الربع الأخير من القرن الأول قبل الميلاد لرسو السفن لقائد هذه الحملة، وأصبح الميناء قاعدة الانطلاق لمحاولة احتلال جنوب شبه الجزيرة العربية ولإخضاعها للنفوذ الروماني وخاصةً المناطق المشهورة بسلعةالبخور، وكذلك رغبةً في مشاركة السبئيين في تجارتهم المتصلة بتلك السلعة التي كان يعتمد عليها المصريون والأنباط، ورغبةً أيضاً إلى تحويل التجارة البحرية لدولة الرومان في البحر الأحمر إلى الموانئ المصرية الواقعة على الجانب الغربي للبحر مثل ميوس هرموس.
- مما شجع اهتمام الإمبراطورية الرومانية بشبه الجزيرة آنذاك ولا سيما الأجزاء الجنوبية منها في الربع الأخير من القرن الأول قبل الميلاد إلى الرخاء الأقتصادي الذي كان يتميز به المجتمع الروماني فيما يتعلق بالطلب المتزايد للسلع التي تنمو بوفرة مثل البخور أو السلع الرئيسية التي تُنقل إلى الموانئ العربية الجنوبية حيث تحملها القوافل أو السفن التجارية إلى مناطق الأمبراطورية الرومانية.
- مما يؤكد على اهتمام الأمبراطورية الرومانية بالميناء وضعها حامية حربية بقيادة شخص يُدعى قائد المائة كنتوريون بهدف حماية السفن التجارية الرومانية في البحر الأحمر، وللقوافل المارة بالطريق التجاري البري الرئيس المؤدي إلى ميناء لويكي كوه.[2]

## انظر ايضاً
- شرما
- مقنا
- البدع (محافظة)
- عينونة
- ميناء إمبلوني

## وصلات خارجية
- «واحة عينونة» مركز تجاري على طريق الحجاج قديما.
- سكان ” لوكي كومي “المدينة البيضاء اقدم مواني تبوك يطالبون بالاهتمام بمدينتهم.
- مرفأ صيادي الخريبة.. حركة اقتصادية تعود للقرن الثاني قبل الميلاد.